# Django – den Colt an der Kehle
Django – den Colt an der Kehle (Originaltitel: Chiedi perdono a Dio… non a me) ist ein 1968 in Rom gedrehter Italo-Western. Regie führte Vincenzo Musolino, der auch das Drehbuch schrieb. Erstaufführung im deutschsprachigen Raum war am 24. März 1970; Alternativtitel sind Django – er kam, um zu töten und Blutiger Zorn.

## Handlung
Cjamango (in der deutschsprachigen Fassung: Django) versucht, Geld für die Ranch aufzutreiben, das der Vater seiner Geliebten Virginia, Mister Stuart, als Schutzgebühr abverlangte. Währenddessen wird seine Familie ermordet. Der mexikanische Gauner Barrica bringt ihn auf die Spur der Brüder Smart und ihrer Bande, die vom alten Stuart bezahlt worden war, um damit alte offene Rechnungen zu begleichen.
Als Cjamango einen der Brüder, Jack, erschießen kann, bringt der verbleibende, Dick, den alten Stuart um, der ihn für den entstandenen Verlust nicht entschädigen möchte. In vielen Gefechten und auch einer schmerzhaften Gefangennahme durch Dick Smarts Bande kann Cjamango einen Banditen nach dem anderen zur Strecke bringen, schließlich auch Dick Smart selbst. Am Ende bleiben nur Cjamango und Virginia übrig.

## Hintergrund
In einer in den Veröffentlichungen geschnittenen Rahmenhandlung erzählt Cjamango seine Geschichte dem rachesuchenden Manuel auf einem Indianerfriedhof.
Das Verleihvideo dieses Filmes war vom 20. Dezember 1982 bis 30. November 2007 indiziert.

## Kritik
- „Mittelmäßiger Rache-Western“[1]

- „Serien-Italo-Western, der sich in der genüßlichen Ausmalung seiner Brutalitäten gefällt.“[2]

- „eine simple Vendettageschichte mit cowboytypischen Rohheiten“[3]

## Synchronisation
Für die Deutsche Synchron besetzte Karlheinz Brunnemann, der das Buch von Ursula Buschow umsetzte:
- George Ardisson: Gert Günther Hoffmann
- Anthony Ghidra: Friedrich W. Bauschulte
- Pedro Sanchez: Alexander Welbat
- Peter Martell: Christian Brückner
- Celso Faria: Karlheinz Brunnemann
- Jean Louis: Rolf Schult